# Club de Remo Lapurdi
El Club de Remo Lapurdi es un club deportivo vasco que ha disputado regatas en todas las categorías y modalidades de banco fijo, bateles, trainerillas y traineras desde su fundación en 2016. En 2017 comenzó a participar en la liga ARC, en su segunda categoría.

## Historia
Bixente Etxegarai ha sido uno de los impulsores de la creación de este club, uniendo el club Ur Joko, de San Juan de Luz, Ibaialde, de Anglet, además del Aviron Bayonnais y la Societé Nautique de Baiona.